# Kril

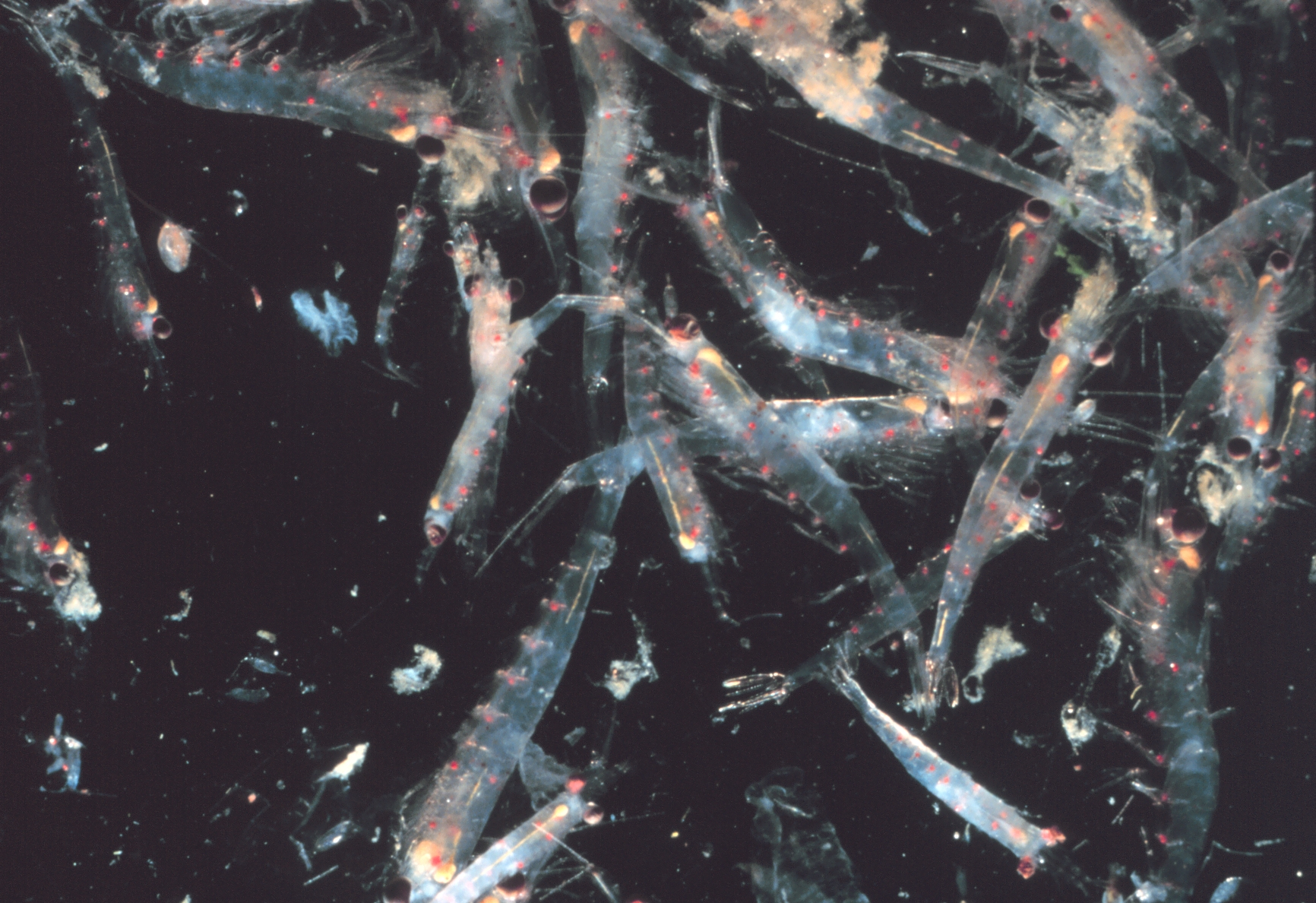
Detail krilu

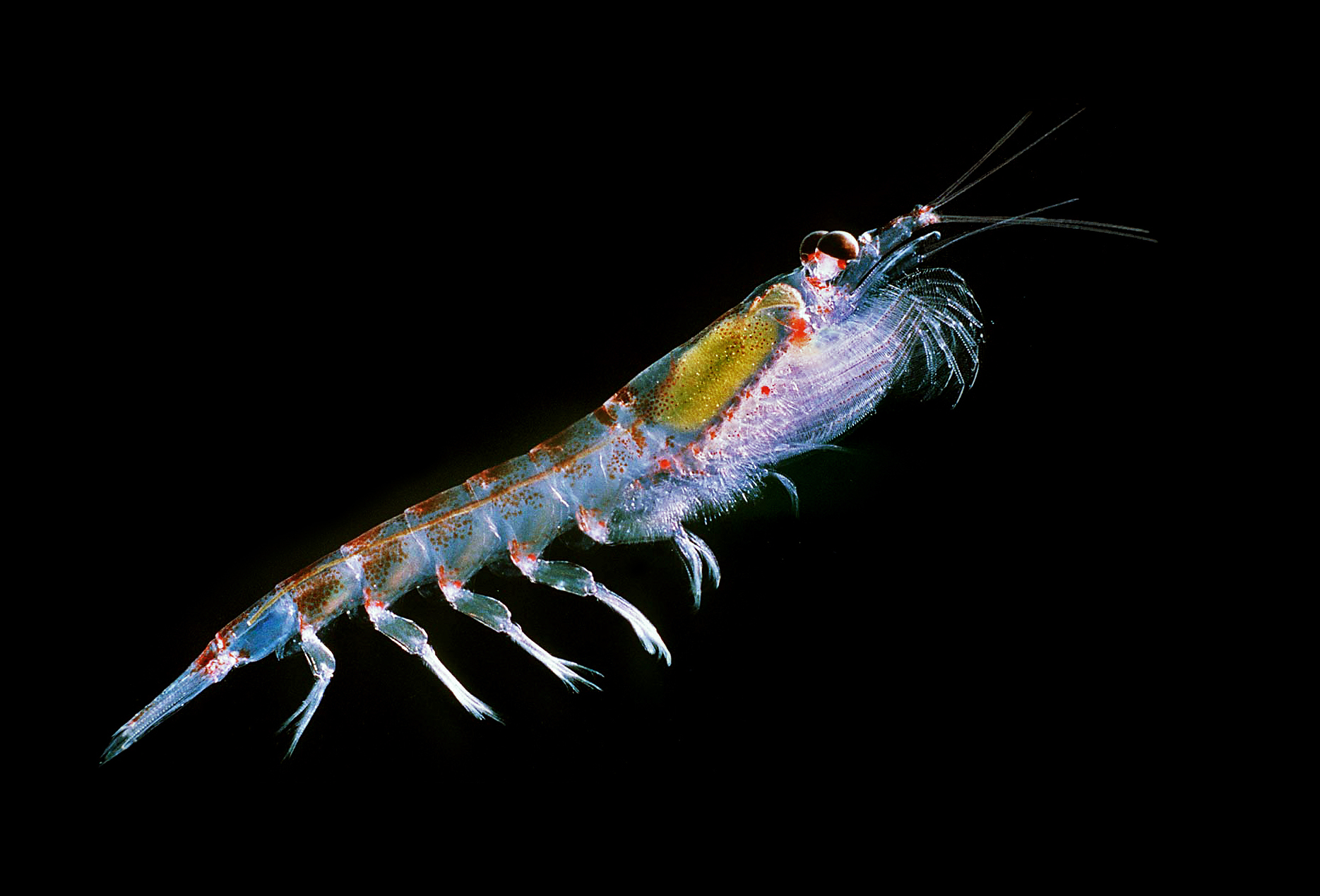
Součástí antarktického krilu je krunýřovka krillová (Euphausia superba)

Antarktický kril; korýš krmící se fytoplanktonem (12× zpomaleno)

Kril či krill je souhrnné označení pro malé býložravé korýše žijící v mořích a oceánech, především v polárním pásu. Slovo krill pochází z norštiny, v níž označuje mladé rybky neboli potěr.
- Velikost: do 7 cm (okolo 5 cm)
- hmotnost: 0,992 gramu.[2]

Přestože kril měří v průměru pouhých pět centimetrů, mají malí korýši podobní krevetám zásadní postavení v potravním řetězci (či potravní síti) na Zemi. Je jich známo asi 85 druhů a jsou významnou součástí zooplanktonu. Živí se fytoplanktonem (mikroskopickými jednobuněčnými rostlinami) a jsou potravou stovek druhů mořských živočichů a také ptáků.
V Antarktidě je známo sedm druhů krilu, jeden z rodu Thysanoessa (T. macrura) a šest z rodu Euphausia. Antarktický kril (Euphausia superba) běžně žije v hloubkách dosahujících 100 metrů, zatímco ledový kril (Euphausia crystallorophias) dosahuje hloubky 4 000 m, ačkoli běžně obývá hloubky maximálně 300–600 m. Kril provádí Dielovu vertikální migraci (Diel Vertical Migrations, DVM) ve velkých hejnech a akustická data ukázala, že tyto migrace sahají až do hloubky 400 m. Oba se vyskytují v zeměpisných šířkách jižně od 55° j. š., přičemž E. crystallorophias dominuje jižně od 74° j. š. a v oblastech s driftujícími krami. Dalšími druhy známými v Jižním oceánu jsou E. frigida, E. longirostris, E. triacantha a E. vallentini.

## Zástupci
Ke známějším zástupcům krilu patří např. krunýřovky:
- Euphausia superba – krunýřovka krillová
- Meganyctiphanes norvegica – světélkovec atlantský
- Thysanoessa inermis
- Thysanoessa longicaudata

K vymezení „druhu“ krilu se užívají obecné pojmy „antarktický kril“, „severský kril“ a „tichomořský kril“. Každý je charakteristický převažujícím druhem:
- antarktický kril – kril Antarktického oceánu – nejhojnějším druhem je krunýřovka krillová (Euphausia superba); ve vodách kolem Antarktidy se odhadované množství růžového neprůhledného antarktického krilu tvořeného převážně krunýřovkou krillovou pohybuje od 125 milionů tun do 6 miliard tun; v určitých obdobích roku se kril shromažďuje v hejnech tak hustých a rozsáhlých, že je lze vidět z vesmíru;[2]
- severský kril – kril severního Atlantského oceánu – nejhojnějším druhem je světélkovec atlantský (Meganyctiphanes norvegica), fosforeskující korýš;
- tichomořský kril – kril severního Tichého oceánu – nejhojnějším druhem je krunýřovka Euphausia pacifica.

Přes den se kril skrývá před predátory v hloubce asi 100 metrů a v noci stoupá vodním sloupcem k hladině za potravou (fytoplankton). Může se dožívat deseti let, obvykle však žije kratší dobu, nejčastěji několik měsíců (teplejší oblasti) až několik let (studenější). Objevuje se v hustých hejnech rozsáhlých až několik stovek kilometrů čtverečních. Tito malí bezobratlí představují společně s planktonem nejpočetnější složku biomasy na světě.
Samičky světélkovce atlantského velké 25,5–35 mm a samičky krunýřovky krillové o velikosti 36–55 mm kladou v době rozmnožování tisíce vajíček; samičky světélkovce kladou opakovaně 200–4000 vajíček a samičky krunýřovky kladou opakovaně 2000–6000 vajíček.

## Význam
Kril slouží jako potrava mnoha vodním živočichům, například tuleňům, velrybám, tučňákům, olihním, rybám aj. Je důležitým základem potravního řetězce velkého množství organismů. Vnější schránky krilu obsahují vysokou koncentraci jedovatého fluoridu.
Lidé kril loví a průmyslově zpracovávají ve farmaceutickém a potravinářském průmyslu, v zemědělství jako krmivo, jako krmivo pro ryby chované uměle či v zajetí aj. Kril je bohatý na živiny, jako jsou omega-3 nenasycené mastné kyseliny, fosfolipidy, astaxanthin, vitamíny a minerály. Díky tomu je kril vysoce kvalitním zdrojem zdraví prospěšných lipidů a bílkovin.
Je alarmující, že nedávné (vztaženo k roku 2021) studie prokazují, že zásoby mořského krilu od 70. let 20. století klesly o 80 %. Vědci připisují pokles částečně tání ledové pokrývky způsobenému globálním oteplováním. S úbytkem mořského ledu mizejí ledové řasy, primární potrava krillu.
Kril významně váže oxid uhličitý.